# 木村浩之
木村浩之（日语：／ Hiroyuki Kimura，1965年6月1日—）是日本电子游戏制作人，現隸屬任天堂企劃製作本部第十製作組的組別经理。

## 生平
木村浩之於1988年以實習生的身份進入任天堂，並參與了《超級瑪利歐兄弟3》 遊戲中加邦與水中花的角色設計。隨後，他被分配到由横井軍平領導的第一組開發部門，參與銀河戰士系列的圖像設計工作。從事銀河戰士系列的開發工作不久後，再度被分配至情報開發本部，協助《水上摩托車64》及《超級瑪利歐 Advance》的遊戲製作。後來他被任命為情報開發本部制作部第四組的經理，主要負責《皮克敏》系列及《新超級瑪利歐兄弟》系列等。

## 作品
- 超級瑪利歐兄弟3（1988年） - 角色設計
- 銀河戰士II 薩姆斯的回歸（1991年） - 監督、圖像設計
- 超級銀河戰士（1994年） - 圖像設計
- 瑪利歐衝擊（1995年） - 監督（與大澤徹）
- 水上摩托車64（1996年） - 圖像設計
- 瑪利歐藝術家（2000年） - 監督
- 超級瑪利歐 Advance（2001年） - 美術監督
- 瑪利歐賽車Advance（2001年） - 企劃、監修
- 超級瑪利歐 Advance2（2001年） - 監督
- 超級瑪利歐 Advance3（2002年） - 監督
- 超級瑪利歐 Advance4（2003年） - 監督
- 捕捉！觸摸！耀西！（2005年） - 監督
- 靈活腦學校（2005年） - 製作人
- 新超級瑪利歐兄弟（2006年） - 製作人
- 靈活腦學校 Wii學位（2007年） - 製作人
- 以Wii遊玩大金剛 叢林節奏（2008年） - 製作統籌
- 以Wii遊玩皮克敏（2008年） - 製作人
- 以Wii遊玩皮克敏2（2009年） - 製作人
- New超級瑪利歐兄弟Wii（2009年） - 製作人（與手塚卓志）
- New超級瑪利歐兄弟2（2012年） - 製作人（與手塚卓志）
- New超級瑪利歐兄弟U（2012年） - 製作人（與手塚卓志）
- 皮克敏3（2013年） - 製作人
- 超級瑪利歐創作家（2015年） - 製作人（與手塚卓志）
- 超級瑪利歐創作家for任天堂3DS（2016年） - 製作人（與手塚卓志）
- Tank Troopers（2016年） - 進度管理
- 瑪利歐賽車8 豪華版（2017年） - 進度管理
- ARMS（2017年） - 製作管理
- New超級瑪利歐兄弟U 豪華版（2019年） - 製作人（與手塚卓志）
- 超級瑪利歐創作家2（2019年） - 製作人（與手塚卓志）
- 皮克敏3 豪華版（2020年） - 進度管理
- 皮克敏4（2023年） - 進度管理
- 超級瑪利歐兄弟 驚奇（2023年） - 製作管理